# Ermita del Calvari de Benafigos
L'Ermita del Calvari de Benafigos, a la comarca de l'Alt Maestrat, País Valencià, coneguda també com a ermita del Sant Crist del Calvari, és un temple catalogat, de forma genèrica com Bé de Rellevància Local, amb codi identificatiu: 12.04.025-003, segons dades de la Direcció general de Patrimoni Artístic de la Generalitat Valenciana.
L'ermita es localitza a l'entrada del poble, al costat de la carretera de la Diputació.
Es tracta d'un petit edifici del segle xviii, 1740, construït en maçoneria i carreus de reforç, tot això blanquejat seguint les pautes barroques.
De planta rectangular i nau única, té escassa altura malgrat la presència d'un primitiu tambor poligonal (acabat en una petita cúpula de teules) en el cavallet de la coberta que és de teula i a dues aigües.
La porta d'accés a l'ermita es disposa en una de les façanes laterals, consistint en una porta rectangular de llinda, lleugerament elevada del sòl, i emmarcada per carreus irregulars, a la qual s'arriba després de pujar uns toscs graons de pedra, que s'estenen per pràcticament tota la façana lateral. Sobre la llinda pot observar-se una làpida amb la data de construcció, i per sobre d'ella, el ràfec es trenca per donar lloc a un arc de mig punt que suporta una espadanya per a una sola campana, que no existeix.

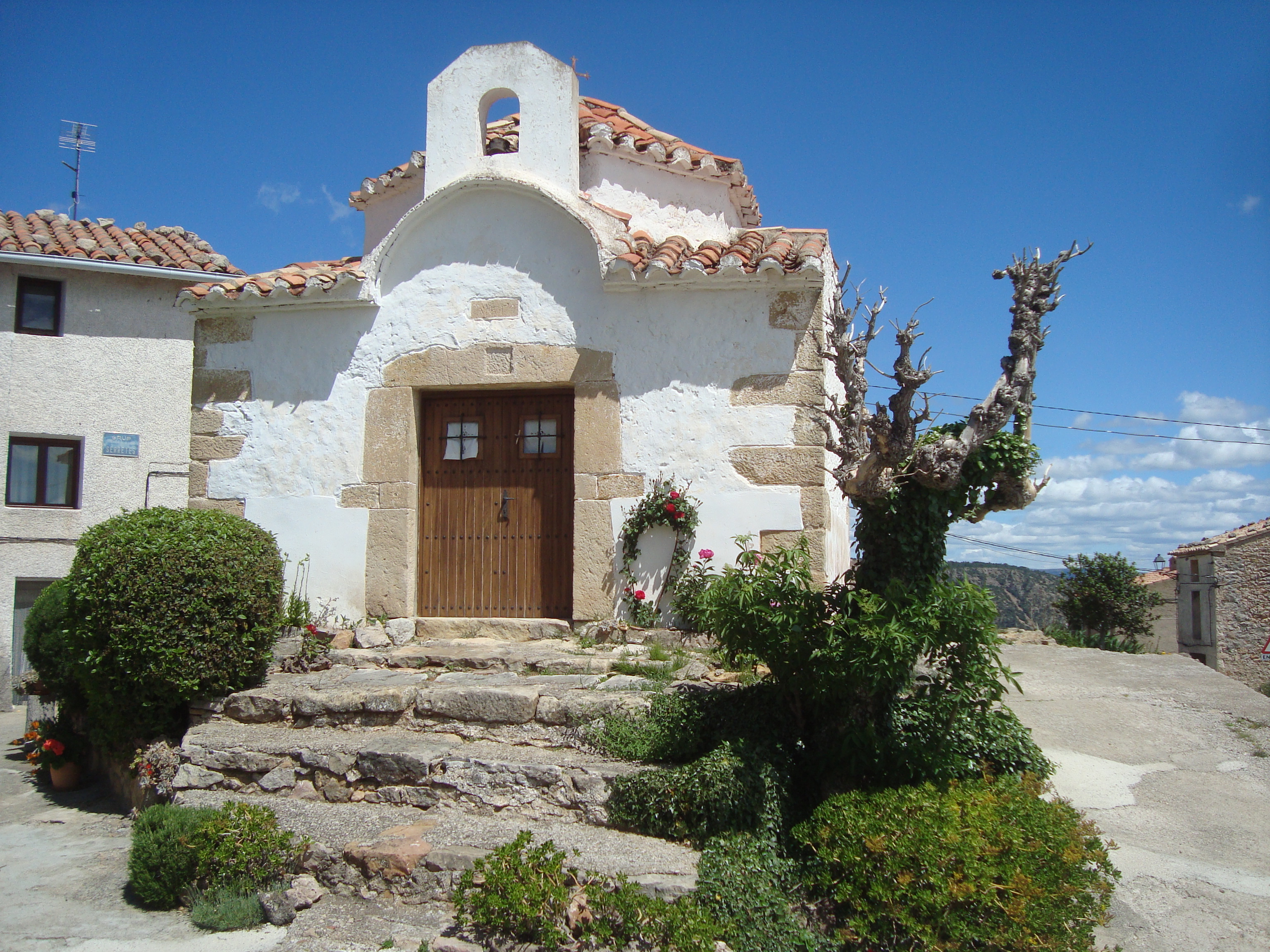
Ermita del Calvari, Benafigos

Respecte a l'interior, el seu estat de conservació és molt pitjor del que caldria esperar després de la contemplació de l'exterior, posant-se en relleu el lamentable estat de conservació de les pintures de murs i cúpula, que representen escenes de la passió.